# Aggersel
Aggersel (łac. Dioecesis Aggeritanus) – diecezja historyczna w Cesarstwie rzymskim w prowincji Byzacena, współcześnie w Tunezji. Obecnie katolickie biskupstwo tytularne.

## Biskupi tytularni
| Lp. | Biskup             | Funkcja                               | Od             | Do            |
| --- | ------------------ | ------------------------------------- | -------------- | ------------- |
| 1   | John Spence        | biskup pomocniczy Waszyngtonu (USA)   | 17 marca 1964  | 7 marca 1973  |
| 2   | Roch Pedneault     | biskup pomocniczy Chicoutimi (Kanada) | 10 maja 1974   | 10 marca 2018 |
| 3   | Dennis Panipitchai | biskup pomocniczy Miao (Indie)        | 8 czerwca 2018 |               |